# Зюддойче Цайтунг
„Зюддойче Цайтунг“ (на немски: Süddeutsche Zeitung – в превод: „Южногермански вестник“) е най-големият германски национален всекидневник. Той се публикува в Мюнхен, третият най-голям град в Германия и център на провинция Бавария.

## Профил
Вестникът се чете от 1,5 милиона германци всеки ден и се гордее със сравнително висок интерес и извън пределите на Германия.
Националното издание на вестника включва четири секции: политика, култура, икономика и спорт. А изданието, продавано в Мюнхен и региона, включва и местните новини.
Някои от най-известните германски журналисти работят за Зюддойче Цайтунг или прекарват голяма част от времето си да пишат за вестника. Хериберт Прантл, директор на националното бюро, е юрист по образование, бивш прокурор, и е най-цитирания автор на статии в германската преса. Ханс Лендекер е един от най-прочутите германски разследващи журналисти. Лендекер е работил преди това за конкурентното списание „Дер Шпигел“, разкривайки най-различни политически и икономически скандал, като например широко разпространеното нелегално финансиране на политическите партии в Германия през 80-те. Той също е разкрил нелегален внос на плутоний от Русия в Германия. Друг добре познат журналист, работещ за Зюддойче Цайтунг, е Рудолф Химели – политически репортер, който работи за вестника още от 1 януари 1957.
Мартин Шюскинд също е работил със Зюддойче Цайтунг, а след това става редактор на друг немски вестник.
Зюддойче Цайтунг е известен, че всеки ден на началната страница се публикува каре, написано от анонимен автор.
В понеделник вестникът публикува 8 страници със статии на английски език от вестник „Ню Йорк Таймс“.

## История
На 6 октомври 1945, 5 месеца след края на Втората световна война в Германия, Зюддойче Цайтунг е бил първият вестник, който получава лиценз от администрацията на американската армия в Бавария. Първото издание се публикува още същата вечер.
През пролетта на 2004 г. Зюдойче Цайтунг започва поредицата Зюддойче Библиотек. Всяка седмица роман от 50-те най-известни на ХХ век се публикува с твърда корица за около 6 евро. По-късно започва поредица от 50 най-влиятелни филми на DVD. А в края на 2005 г. детски книги продължават традицията Зюддойче Библиотек.

## Приложения
- Списание Зюддойче Цайтунг (излиза в петък)
- Wochenende (излиза в събота) – включва по-дълги статии и кратки истории за уикенда
- Ню Йорк Таймс (излиза в понеделник) – избрани статии (на английски език)
- Програмата на телевизиите (излиза във вторник) и програмата на културните събития (излиза в четвъртък) са включени само в баварското издание на вестника

## Разпространение
Тиражът от близо 413 000 броя, който достига до 1,5 милиона читатели всеки ден, прави Зюддойче Цайтунг най-големия всекидневник в Германия. 40 кореспонденти предават от Германия и чужбина.